# Hauptscharführer

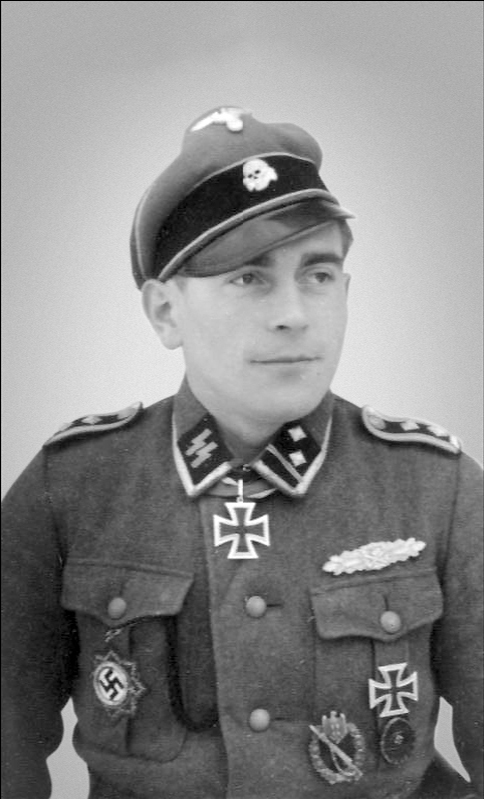
Hauptscharführer Gustav Schreiber van de Waffen-SS

Hauptscharführer was bij de nazi's een paramilitaire rang die werd gebruikt door de Schutzstaffel (SS) tussen de jaren 1934 en 1945. Het was de hoogste onderofficiersrang van de SS, met uitzondering van de speciale Waffen-SS-rang van Sturmscharführer.
Vertaald betekent het Hoofdsectieleider. Hauptscharführer werd een SS-rang na de reorganisatie van de SS na de Nacht van de Lange Messen.  Hauptscharführer werd voor het eerst gebruikt in 1934 en was bedoeld als vervanging voor de oudere SA-titel van Obertruppführer.
Binnen de Allgemeine-SS was een Hauptscharführer het hoofd van de SS-onderofficieren van een SS-Sturm (compagnie) of was een rang gebruikt door stafpersoneel toegewezen aan een SS-hoofdkwartier (kantoor) of veiligheidsbureau (zoals de Gestapo en de Sicherheitsdienst).
De rang van Hauptscharführer werd ook gebruikt in de concentratiekampdienst en als rang in de Einsatzgruppen. De rang van SS-Hauptscharführer was hoger dan SS-Oberscharführer en lager dan 
SS-Sturmscharführer, met uitzondering van de Allgemeine-SS, waar Hauptscharführer onmiddellijk de lagere rang was onder een SS-Untersturmführer.
In de Waffen-SS,was Hauptscharführer een rang die verleend werd aan een compagnie- en/of bataljononderofficier, beschouwd als de op een na hoogste onderofficiersrang, die wel lager was dan die van een Sturmscharführer. De houders van deze rang in de Waffen-SS werd ook de titel van Stabsscharführer verleend, deze rang werd gehouden door de hoogste SS-onderofficier van de compagnie, bataljon of regiment.
De insignes van een Hauptscharführer waren twee zilveren vierkanten op de kraag als rechtopstaande ruiten, met een zilveren streep gecentreerd op een zwarte kraagspiegel. Op het grijze velduniform werd de rang gedragen met een zilveren gekleurde bies en de epauletten van een Wehrmacht-Oberfeldwebel.

Insignes van de rang Hauptscharführer
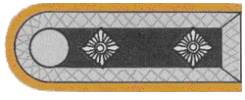
Epaulet SS-Hauptscharführer SS-(Standartenoberjunker)
Kraagspiegels
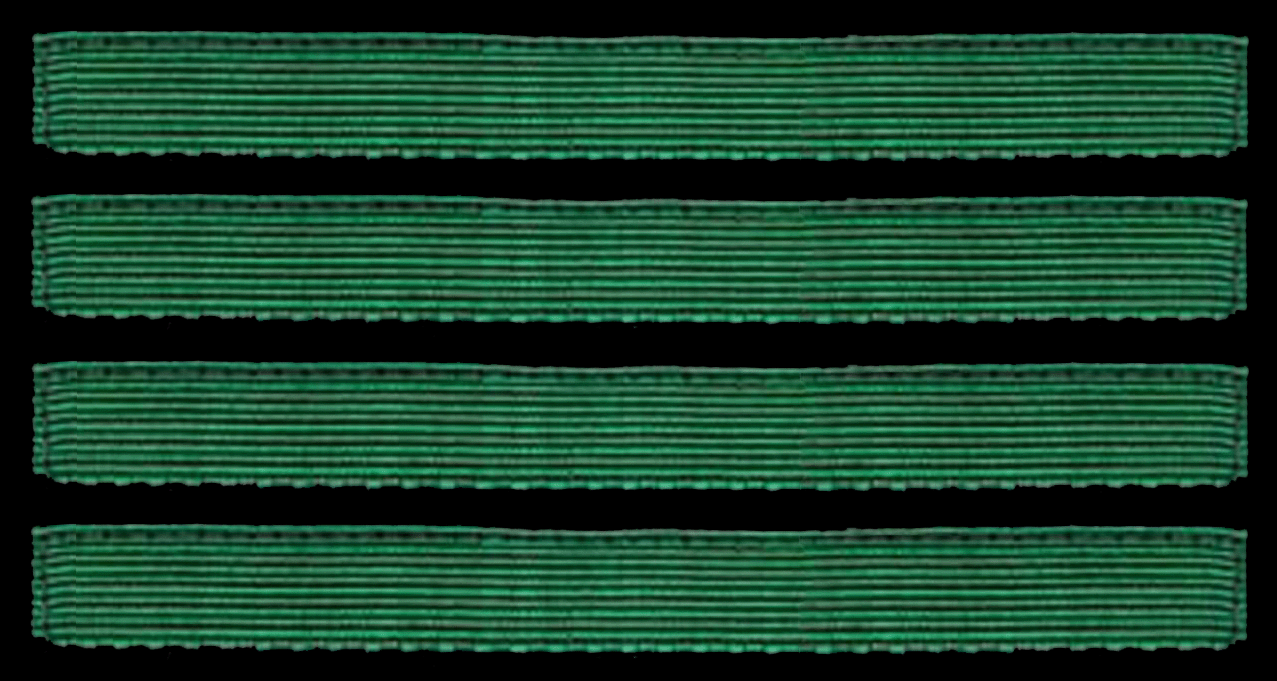
Mouw van camouflageparka